# Andrew Bodnarchuk
Andrew Scott Bodnarchuk, född 11 juni 1988, är en kanadensisk professionell ishockeyspelare som spelar inom NHL-organisationen Dallas Stars. Han har tidigare spelat på NHL-nivå för Boston Bruins, Columbus Blue Jackets och Colorado Avalanche.
Bodnarchuk draftades i femte rundan i 2006 års draft av Boston Bruins som 128:e spelare totalt.